# Николаевка (Кривоозёрский район)
Николаевка (укр. Миколаївка) — село в Кривоозёрском районе Николаевской области Украины.
Население по переписи 2001 года составляло 121 человек. Почтовый индекс — 55152. Телефонный код — 5133. Занимает площадь 0,744 км².

## Местный совет
55152, Николаевская обл., Кривоозерский р-н, с. Богачовка, ул. Горького, 21